# The Awakening - Females in Extreme Music
The Awakening - Females in Extreme Music es un álbum recopilatorio de temas de black, doom y thrash metal cuya cantante sea mujer. Fue publicado en el año 1997 en formato de CD.

## Lista de canciones
| N.º | Título                                     | Duración |  |
| 1.  | «Dying Breath Of Ephesians» (De Ebonsight) | 5:12     |  |
| 2.  | «Flag Of Black Death» (De Deathwitch)      | 3:00     |  |
| 3.  | «Angel Wings & Raven Claws» (De Gehenna)   | 2:48     |  |
| 4.  | «Troll» (De Thorr's Hammer)                | 4:23     |  |
| 5.  | «Black Sorcerer» (De Witches)              | 4:01     |  |
| 6.  | «Pain» (De Acrostichon)                    | 4:54     |  |
| 7.  | «Blut Und Ehre» (De Demonic Christ)        | 6:10     |  |
| 8.  | «Alderaan» (De Noothgrush)                 | 5:50     |  |
| 9.  | «Spine Worm» (De November Grief)           | 2:37     |  |
| 10. | «Waste» (De Damad)                         | 3:57     |  |
| 11. | «My Devotion» (De Opera IX)                | 7:54     |  |